# كلارنس كوك ليتل
كلارنس كوك ليتل (بالإنجليزية: Clarence Cook Little)‏ هو عالم وراثة أمريكي، ولد في 6 أكتوبر 1888 في بروكلين في الولايات المتحدة، وتوفي في 22 ديسمبر 1971 في إلسورث في الولايات المتحدة بسبب نوبة قلبية.